# Вольвариелла
Вольварие́лла (лат. Volvariella) — род грибов семейства Плютеевые (Pluteaceae) порядка Агариковые (Agaricales).

## Морфология
Плодовые тела шляпконожечные, центральные или эксцентрические, от мелких до средних размеров. Типы развития — бульбангиокарпный и пилеокарпный.
Шляпка правильная, вначале колокольчатая или полушаровидная, раскрывается до выпуклой или зонтиковидной, может иметься центральный бугорок, легко отделяется от ножки. Поверхность сухая или слизистая, гладкая, волокнистая или шелковистая, белая или окрашенная.
Мякоть от белой до кремово-жёлтой, на срезе обычно не изменяется, иногда слабо окрашивается, запах не выражен или приятный, грибной.
Гименофор пластинчатый, пластинки свободные, сначала белые, затем от розовых до буровато- или коричнево-розовых.
Ножка цилиндрическая, ровная, в основании может с клубневидным расширением, неоднородная, выполненная. Поверхность голая или опушённая
Остатки покрывал: кольцо отсутствует, молодые грибы полностью закрыты общим покрывалом, затем оно разрывается, оставляя хорошо заметную мешковидную вольву и обрывки на шляпке, которые легко отделяются от поверхности и быстро исчезают.
Споровый порошок от розового до коричнево-розового, споры эллипсоидные, реже яйцевидные, гладкие, неамилоидные, цианофильные. Окраска спор может меняться в зависимости от возраста гриба от соломенно-жёлтой до розовой.
Трама пластинок инверсного строения, имеются многочисленные плевро- и хейлоцистиды разнообразные по форме.
Гифы без пряжек.

## Экология
Сапрофиты, обитают на древесине, подстилке, перегнойной почве, некоторые — на старых, разлагающихся плодовых телах других грибов. Встречаются и на живых деревьях, но опасными паразитами не являются. Встречаются в лесах, парках и других посадках, на лугах, полях.
Распространены на всех континентах, кроме Антарктиды, очень редки в Арктике и в альпийских поясах.

## Практическое значение
Род содержит съедобные виды, но обычно они не пользуются популярностью у грибников из-за малой известности, редкой встречаемости или мелких размеров. Некоторые виды (вольвариелла вольвовая, Volvariella diplasia) промышленно культивируются во многих странах, особенно в Юго-Восточной Азии (Китай, Индонезия, Индия, Филиппины, Малайзия).

## Систематика и виды
Род разделяют на подроды и секции, к нему относят около 30 видов, из них в Европе встречаются 14.
Подрод Volvariella Wasser, 1988. Плодовые тела различных размеров. Шляпка сухая, редко слегка слизистая, шелковистая или волокнистая, белая или окрашенная. Споры длиной до 11 мкм.
- Секция Volvariella Wasser, 1988. Плодовые тела небольшие, с размером шляпки до 8 см, белые или окрашенные:
  - Volvariella argentina Speg., 1898 typus
  - Volvariella cinerascens (Bres.) Mos., 1967 — Вольвариелла пепельно-серая
  - Volvariella hypopithys (Fr.) Shaffer, 1957 — Вольвариелла хвойная
  - Volvariella murinella (Quél.) Mos. ex Dennis, P.D.Orton & Hora, 1960 — Вольвариелла мышино-серая
  - Volvariella pusilla (Pers.:Fr.) Sing., 1951 — Вольвариелла маленькая
  - Volvariella surrecta (Knapp) Sing., 1951 — Вольвариелла поднимающаяся
  - Volvariella taylori (Berk.) Sing., 1951 — Вольвариелла Тейлора
- Секция Majores Wasser, 1988. Плодовые тела средние и крупные, шляпка диаметром до 20 см:
  - Volvariella bombycina (Schaeff.:Fr.) Sing., 1951 — Вольвариелла шелковистая, или атласная
  - Volvariella volvacea (Bull.:Fr.) Sing., 1951 — Вольвариелла вольвовая

Подрод Macrospora Wasser, 1988. Шляпка слизистая, споры длиной больше 11 мкм.
- Volvariella gloiocephala (DC.) Boekh. & Enderle, 1986 — Вольвариелла слизистоголовая, или красивая [syn.  Volvariella speciosa (Fr.) Sing., 1951]
- Volvariella media (Schum.) Sing., 1951 — Вольвариелла средняя